# Woldstedtius biguttatus
Woldstedtius biguttatus är en stekelart som först beskrevs av Johann Ludwig Christian Gravenhorst 1829.  Woldstedtius biguttatus ingår i släktet Woldstedtius och familjen brokparasitsteklar. Arten är reproducerande i Sverige. Inga underarter finns listade i Catalogue of Life.